# Султан (хребет)
Султан (тур. Sultan Dağları; Султан-Даг) — система горных хребтов, являющихся западной окраиной Анатолийского плато в Турции, на северо-западе провинции Конья. Протяжённость составляет около 100 км. Высоты здесь доходят до 2500—2600 метров на уровнем моря.

## Физико-географическое описание
Хребет Султан сложен метаморфическими породами от Нижнего Кембрия до Каменноугольного периода. Высшие точки: Гелинджикана (2610 м), Топрак (2519 м) и Кырккая (2063 м).
Западные склоны хребта являются частью водосборного бассейна озера Бейшехир и служат естественной границей между регионом Центральной Анатолии и районом озёр Эбер и Акшехир на востоке. Западные склоны более пологие, в то время как восточные — более крутые. Климат гор довольно влажный с годовым количеством осадков 450—1300 мм и среднегодовой температурой 14-26°С.
Естественная растительность хребта Султан — кустарники, преимущественно маквис, приспособленные к засушливым условиям средиземноморского и внутреннего эгейского климата, то есть максимально извлекающие выгоду из недостатка воды в окружающей среде. Поверхность их листьев обычно покрыта восковым или смолистым слоем, чтобы предотвратить потерю воды. Кустарниковые заросли образовалась в результате уничтожения лесов пожарами и вследствие антропогенного воздействия. В некоторых уголках есть участки с редким лесом.
На склонах хребта произрастают дуб кермесовый, чёрная сосна, дуб черешчатый, можжевельник, лиственница, сосна обыкновенная, ливанский кедр, каштан, лещина, осина, ель, лесной орех. На горных склонах в изобилии встречаются колючие травянистые растения, такие как ирландский чертополох.
Фауна местности насчитывает 29 видов рептилий и земноводных и 34 вида крупных грибов.

## Хозяйственное освоение
Земли на окраинах хребта пригодны для выращивания фруктов и покрыты фруктовыми садами. Здесь, например, активно выращивают вишню.
В лесной зоне находится Центр оленеводства. В этом оленеводческом центре животные находятся под защитой. Пещеры Бузлук (в которой даже летом можно найти лёд) и Дорт-Крик, а также монастырь являются основными местами для посещения туристов. Высокогорье, покрытое ореховыми лесами, подходит для пешего туризма и альпинизма.